# Lophocebus ugandae
Lophocebus ugandae  là một loài khỉ Cựu Thế giới. Chúng chỉ được tìm thấy ở Uganda và trong Khu bảo tồn rừng Minziro, ngay sát biên giới Tanzania. Loài Lophocebus này trước đây được coi là một quần thể của L. albigena. Nhà sinh vật học Colin Groves đã nâng quần thể của loài này thành một loài mới là L. ugandae vào ngày 16 tháng 2 năm 2007. Loài này nhỏ hơn đáng kể so với loài L. albigena, với hộp sọ ngắn hơn và khuôn mặt nhỏ hơn. Năm 2008 là năm gần đây nhất mà Liên minh Bảo tồn Thiên nhiên Quốc tế đánh giá tình trạng bảo tồn của loài L. albigena là loài ít quan tâm và tình trạng của L. ugandae chưa được đánh giá riêng.

## Phân loại
Năm 1978, Colin Groves đã công nhận 3 phân loài của Lophocebus albigena là L. a. albigena; L. a. johnstoni; và L. a. osmani. Ba thập kỷ sau, vào năm 2007, ông đã nâng các phân loài này lên thứ hạng đầy đủ dựa trên căn cứ Phát sinh chủng loại, đồng thời ông nhận ra rằng các loài Lophocebus ugandae ở Uganda có đầy đủ sự khác biệt so với các loài còn lại của L. albigena để tạo thành một loài riêng biệt, mà ông đặt tên L. ugandae.

## Phân bố
Loài này phân bố trong các khu rừng phía bắc và tây bắc của hồ Victoria, bao gồm rừng Mabira, nơi chúng được mô tả lần đầu tiên, rừng Bujuko, rừng Bukasa và vùng lân cận vịnh Sango. Loài cũng được tìm thấy gần Kibaale, cho đến phía tây Thung lũng Đới tách giãn Albertine.